# Рукометна репрезентација Лихтенштајна
Рукометна репрезентација Лихтенштајна представља Лихтенштајн у међународним такмичењима у рукомету. Налази се под контролом Рукометног савеза Лихтенштајна. 

## Учешћа репрезентације на међународним такмичењима

### Олимпијске игре
Није учествовала

### Светска првенства
Није учествовала

### Европска првенства
Није учествовала